# Charles Dupin
François-Pierre-Charles Dupin (Varzy, 1784 – Parigi, 1873) è stato un matematico francese.
Allievo di Gaspard Monge all'École polytechnique, divenne presto ingegnere navale. Dal 1819 al 1854 fu docente allo CNAM e nel 1822 fu eletto socio straniero dell'Accademia Reale Svedese delle Scienze.
Divenuto celebre per aver redatto nel 1826 una carta tematica sull'analfabetismo in Francia, fu eletto al senato nel 1852, Introdusse in geometria i concetti di tangenti coniugate ed indicatrice di Dupin.

## Opere

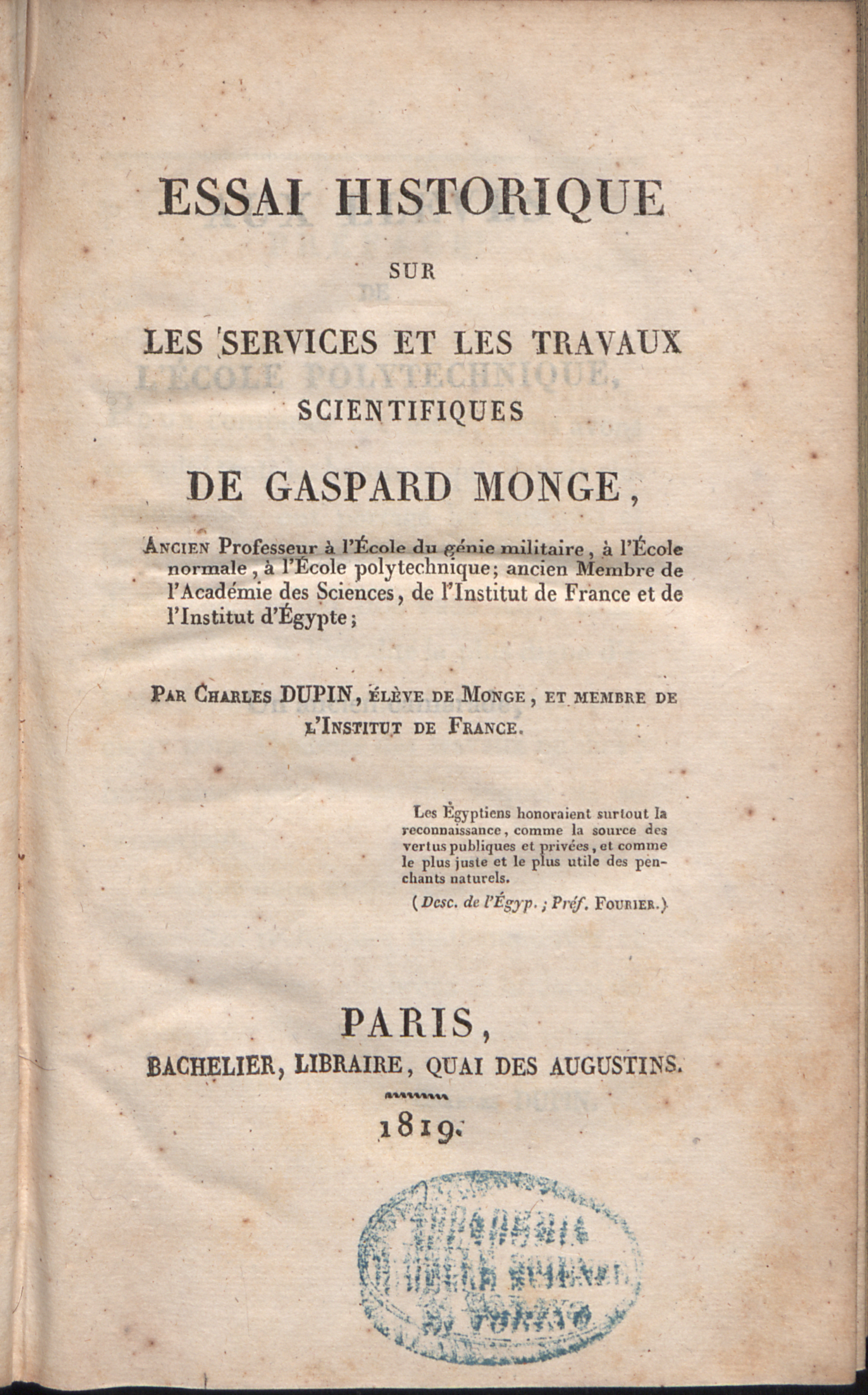
Essai historique sur les services et les travaux scientifiques de Gaspard Monge, 1819

- (FR) Charles Dupin, Essai historique sur les services et les travaux scientifiques de Gaspard Monge, Paris, Charles Louis Étienne Bachelier, Fain, 1819. URL consultato il 25 giugno 2015.